# 中国凹梭螺
中国凹梭螺（学名：Crenavolva chinensis）是海兔螺科Crenavolva的一种。
WoRMS認為本物種是Cuspivolva allynsmithi (C. N. Cate, 1978)的異名。

## 分佈
主要分布于中国大陆福建省及香港近海地方，常栖息在潮下带以及水深约数米岩礁质的海底。该物种的模式产地在香港。